# Real Casa de Postas
La Real Casa de Postas, históricamente conocido como Cuartel de Zaragoza o Cuartel de Pontejos, es un edificio histórico de Madrid de estilo neoclásico, ubicado entre las calles de la Paz, Pontejos y Correo. 

## Historia

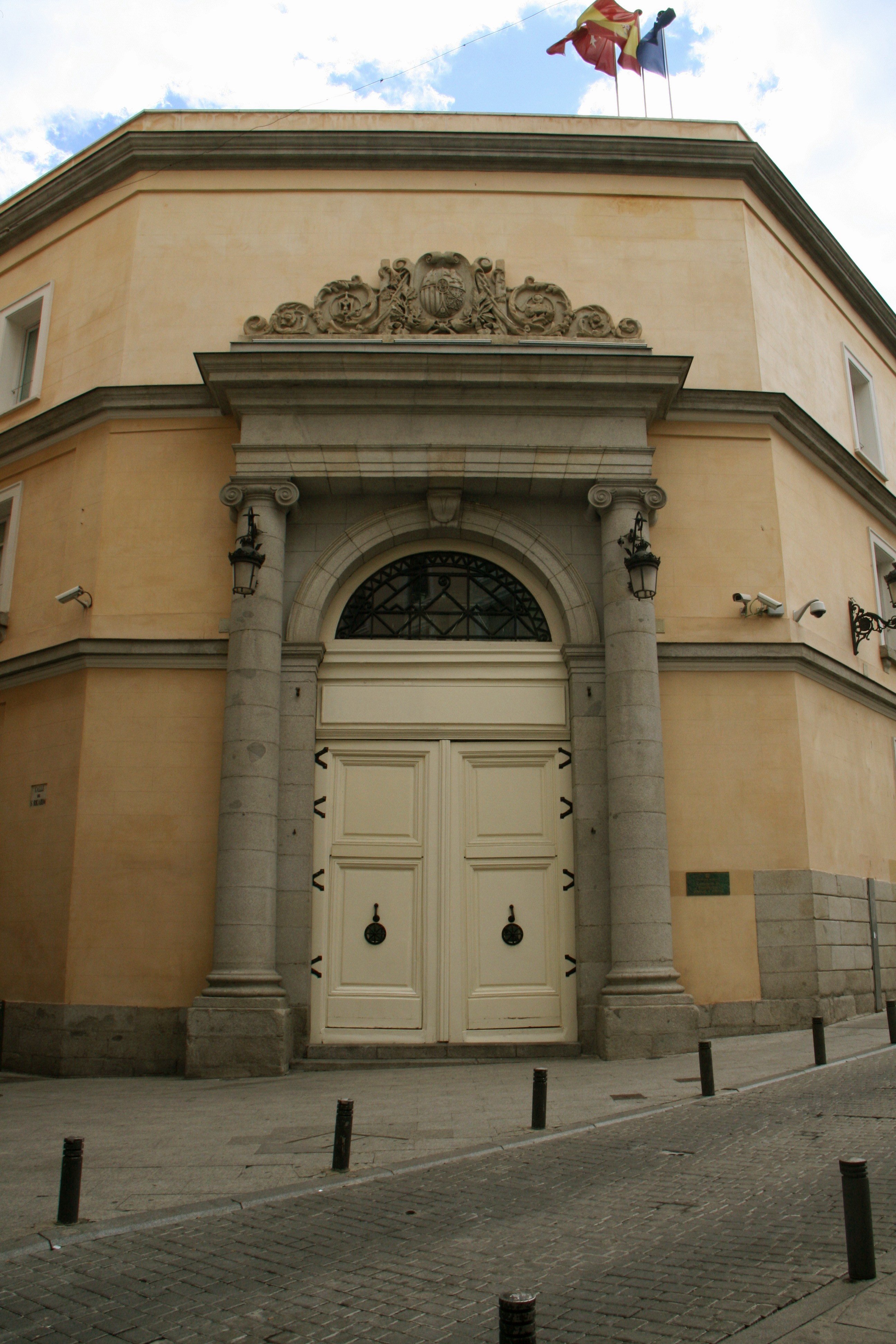
Portada en chaflán de la Real Casa de Postas, en la plaza de Pontejos.

La Real casa de Postas fue proyectada en 1795 por el arquitecto Juan Pedro Arnal como complemento a la Real Casa del Correo, en la parte de atrás de dicho edificio. Tiempo después parte de sus dependencias se trasladaron a la Real Casa del Correo, quedando como servicio de telégrafos e instalándose aquí el "Cuartel de Zaragoza", que pasó a albergar dependencias policiales.
Su uso para los cuerpos de seguridad se remonta a la primera mitad del siglo XIX, cuando comenzó a acoger a la "Guardia Principal".
Durante la época de la Segunda República en Pontejos se encontraba un acuartelamiento de la Guardia de Asalto. Durante la posguerra, tras la Guerra civil, se proyectó el derribo del edificio, aunque finalmente no se llevó a cabo.
A pesar de que el gobierno central había decidido en 1985 la cesión del edificio a la Comunidad de Madrid, continuó siendo un acuartelamiento policial durante varios años más. Finalmente, el 23 de marzo de 2000 la Administración General del Estado traspasó la titularidad del mismo al gobierno autonómico. 
El Gobierno de la Comunidad de Madrid terminó el 14 de abril de 2003 la rehabilitación del histórico edificio, localizado tras la sede de dicho gobierno en la Puerta del Sol. Actualmente alberga dependencias oficiales de la Comunidad como la Consejería de Presidencia.